# Antoine Capgras
Pour les articles homonymes, voir Capgras.
Antoine Capgras est un homme politique français né le 23 mars 1873 à Moissac (Tarn-et-Garonne) et décédé le 3 février 1964 à Capbreton (Landes).

## Biographie
Élève de l'école normale de Montauban de 1892 à 1895, il est enseignant et directeur d'école jusqu'en 1912. Il devient alors secrétaire général de la mairie de Montauban. Il est député SFIO de Tarn-et-Garonne de 1924 à 1932. Battu en 1932, il devient, jusqu'en 1940, le secrétaire général du groupe parlementaire de l'Union socialiste républicaine. Pris en otage par la Gestapo, il est libéré en 1944 et devient, de 1945 à 1959, maire de Labenne.

### Sources
- « Antoine Capgras », dans le Dictionnaire des parlementaires français (1889-1940), sous la direction de Jean Jolly, PUF, 1960 [détail de l’édition]